# Chorus Verlag
Der Chorus Verlag für Kunst und Wissenschaft war ein auf Kunst und Kunstwissenschaft spezialisierter Buchverlag mit Sitz in Mainz.
Der Verlag wurde 1995 von der Galeristin und Kunsthistorikerin Dorothea van der Koelen gegründet und publizierte Ausstellungskataloge, Monographien und Werkverzeichnisse mit dem Schwerpunkt auf der Gegenwartskunst sowie der Kunstgeschichte. Im Verlagsprogramm fanden sich unter anderem Publikationen zu zeitgenössischen Künstlern wie Lore Bert, Eduardo Chillida, Heinz Gappmayr und Günther Uecker.
Der Verlag wurde am 8. Juni 2005 aus dem Handelsregister beim Amtsgericht Mainz (HRA 3253) gelöscht.
Der Verlag war Mitglied im Börsenverein des Deutschen Buchhandels.